# Oleg Latyszonek
Oleg Łatyszonek (en bielorruso: Алег Латышонак, Aleh Latyshonak) (Elbląg, Polonia, 27 de mayo de 1957) es un historiador polaco de ascendencia bielorrusa. Desde el año 2008 se desempeña como profesor asociado de la Universidad de Białystok. Su interés reside en la investigación de la identidad cultural inicial de los bielorrusos y en la edificación de Bielorrusia como nación.
Latyszonek estuvo implicado con el movimiento político Solidaridad en los años ochenta, siendo encarcelado por su asistencia a mítines públicos entonces ilegales. Tras la caída del gobierno socialista, ha estado involucrado en la creación de un movimiento de minoría bielorrusa, la Asociación de Bielorrusos en Polonia. Es uno de los fundadores de la Sociedad Histórica de Bielorrusia en Polonia, así como uno de los impulsores de Radio Racja, una estación de radio que emite desde Bialystok en idioma bielorruso, dirigida a la minoría que reside en Polonia, así como a aquellos que viven en Bielorrusia. En 2008 fue condecorado con la Orden Polonia Restituta.

## Obras
- Bialoruskie formacje wojskowe 1917-1923” ["Unidades Militares de Bielorrusia 1917-1923"], Bialystok, 1995, ISBN 83-903068-5-9 (en polaco) (reseña de libros, en bielorruso)
- (Con E. Mironowicz) „Historia Bialorusi od polowy XVIII konca XX wieku” ["Historia de Bielorrusia desde mediados del siglo XVIII hasta finales del siglo XX"], Bialystok, 2002 (polaco) (reseña de libros, en Belarusian)
- "Desde la Rusia Blanca hasta Bielorrusia", en: Annus Albaruthenicus, núm. 5, 2004.